# Kenny Goins
Kenny Goins (Troy (Míchigan); 11 de septiembre de 1996) es un jugador profesional estadounidense de baloncesto, que mide 2,01 metros y actualmente juega en la posición de ala-pívot para el Lavrio B.C. de la A1 Ethniki griega.

## Profesional
Es un ala-pívot formado en Warren Mott High School en Míchigan antes de formar parte de la Universidad Estatal de Míchigan, en la que ingresó en 2015 para jugar durante cuatro temporadas con los Michigan State Spartans. 
Tras no ser elegido en el draft de la NBA de 2019, Goins se unió a los Denver Nuggets para la Liga de Verano de la NBA 2019 con el que disputó un encuentro. 
El 18 de julio de 2019 firmó su primer contrato profesional con el Pallacanestro Trapani de la Serie A2. En 24 partidos, Goins promedió 11,5 puntos y 6,5 rebotes por partido.
El 22 de agosto de 2020, firma por Kolossos Rodou BC de la A1 Ethniki griega.
El 1 de julio de 2021, firma por el Lavrio B.C. de la A1 Ethniki griega.